# DS N°4
Pour les articles homonymes, voir DS 4.
La DS N°4 (anciennement DS 4) est une berline compacte premium du constructeur automobile français DS Automobiles produite à partir d'août 2021 à Rüsselsheim en Allemagne. Elle est la seconde génération de DS 4 et elle est élue « Plus belle voiture de l’année » au Festival automobile international 2022.

## Présentation
Le 7 décembre 2020, Thierry Metroz, directeur du design du constructeur, dévoile la signature lumineuse avant de la nouvelle DS 4 via une image sur les réseaux sociaux .
La DS 4 de seconde génération est présentée le 3 février 2021 en versions berline classique (code interne D41) et baroudeuse baptisée DS 4 Cross (code interne D44) , à l'image de la précédente génération et de sa version Crossback, ainsi que dans une troisième livrée dénommée DS 4 Performance Line . Malgré une dénomination annonçant a priori une version sportive, les motorisations de cette dernière sont les mêmes que pour les deux autres modèles, les principales différences se situant à l'intérieur, paré d'alcantara au niveau de la sellerie, de la console centrale, de la planche de bord et des contre-portes.

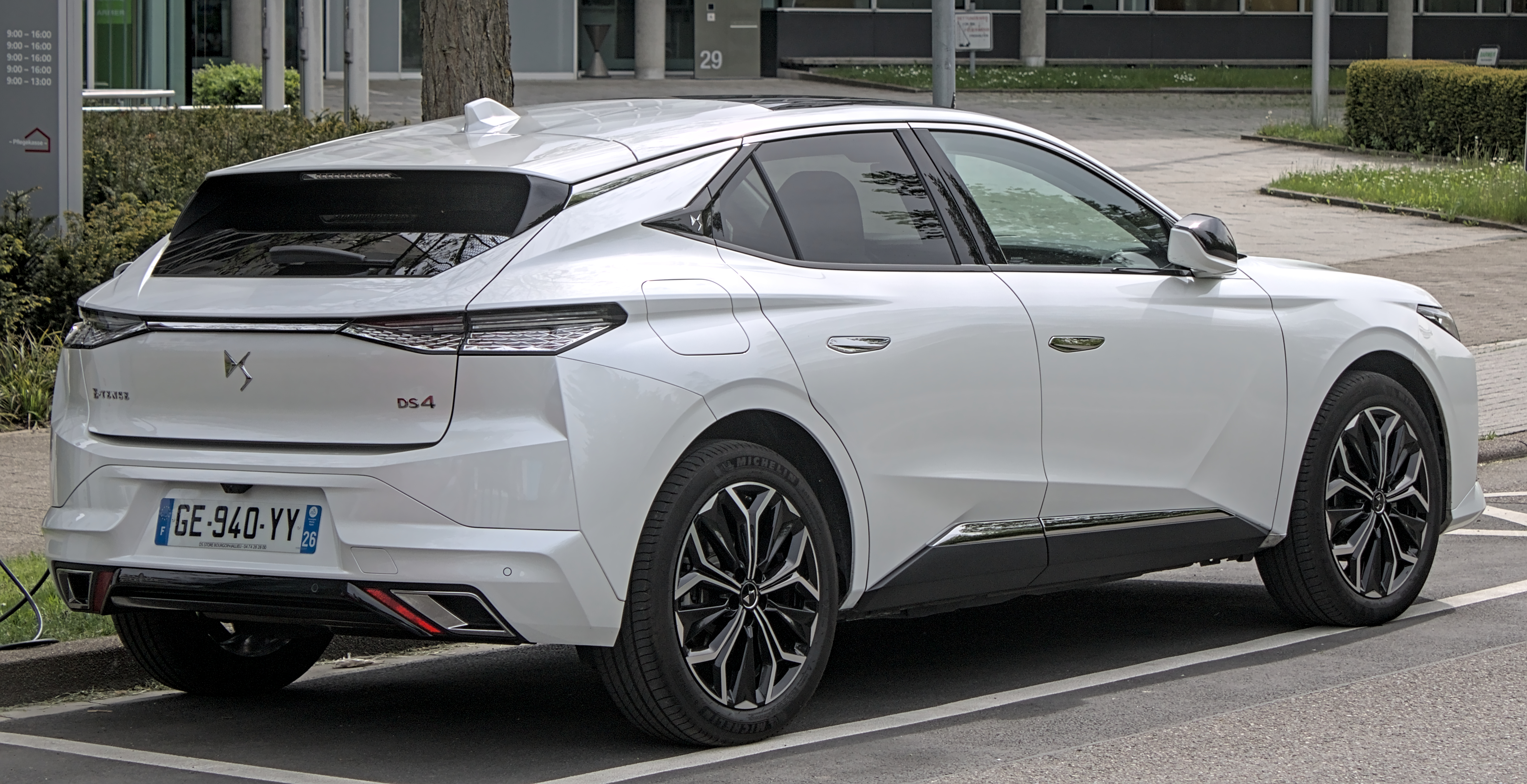
3/4 arrière.
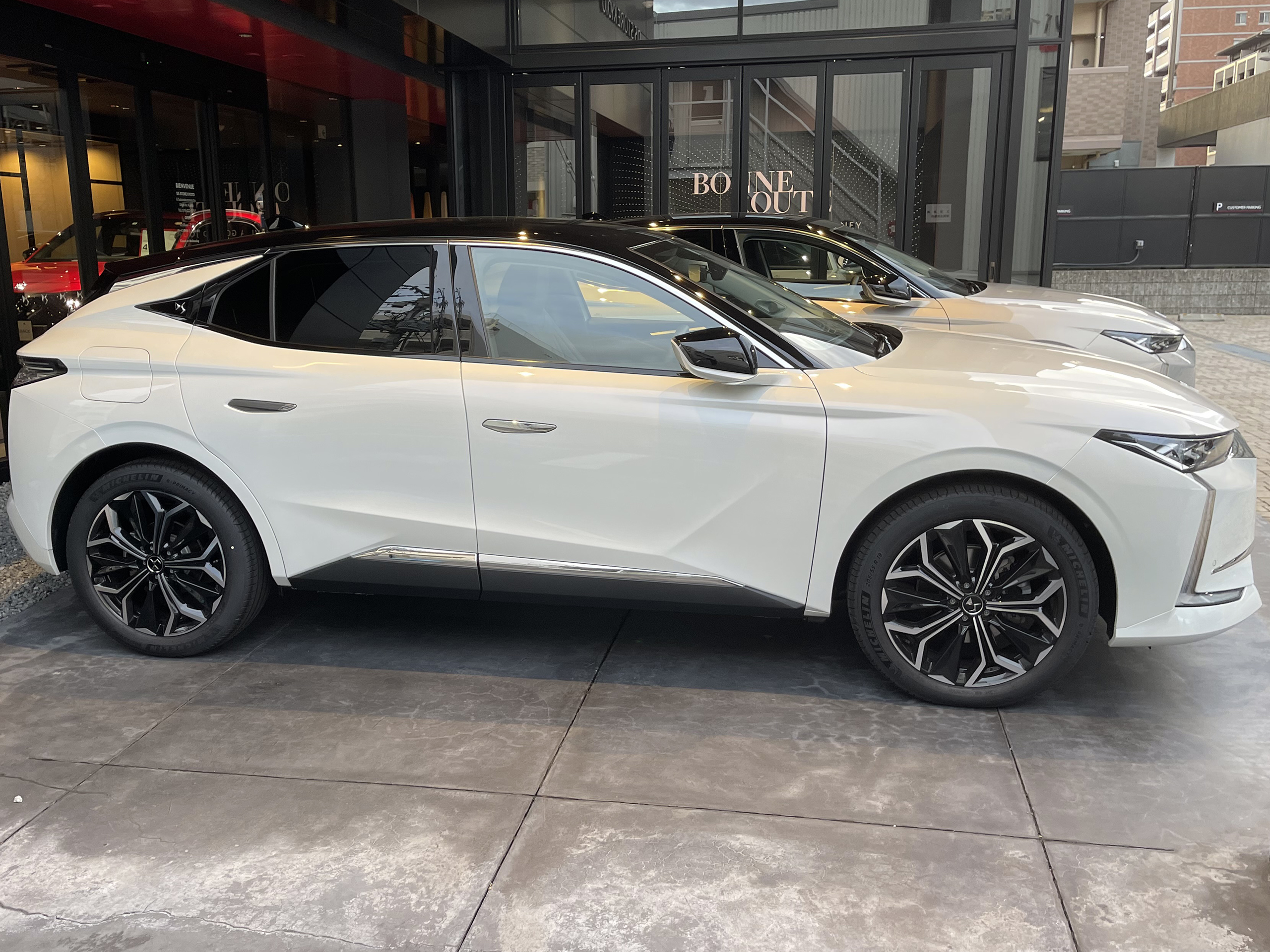
Profil.

Les trois versions ont exactement les mêmes dimensions, les versions Cross et Performance Line se différenciant de la berline uniquement à l'extérieur par la suppression de certains éléments de carrosserie chromés au profit d'éléments noirs, tels que dans la calandre. La DS 4 Cross est la seule à bénéficier de barres de toit et de bas de caisse en plastique noir moins fragiles, tandis que les DS 4 et DS 4 Performance Line peuvent recevoir  en option un toit et un becquet de coffre de couleur Noir Perla Nera.
Dès octobre 2022, tous les badges extérieurs ainsi que les protections de portes des finitions Performance Line et Performance Line + deviennent ainsi noir afin d'accentuer sa différenciation avec les autres DS 4 .
La DS 4 reçoit une note de 4 ou 5 étoiles au crash test Euro NCAP, en fonction de l'équipement du véhicule .
En 2025, la DS 4 subit un restylage et se voit rebaptisée DS N°4 date à laquelle elle reçoit une variante électrique.

## Caractéristiques techniques

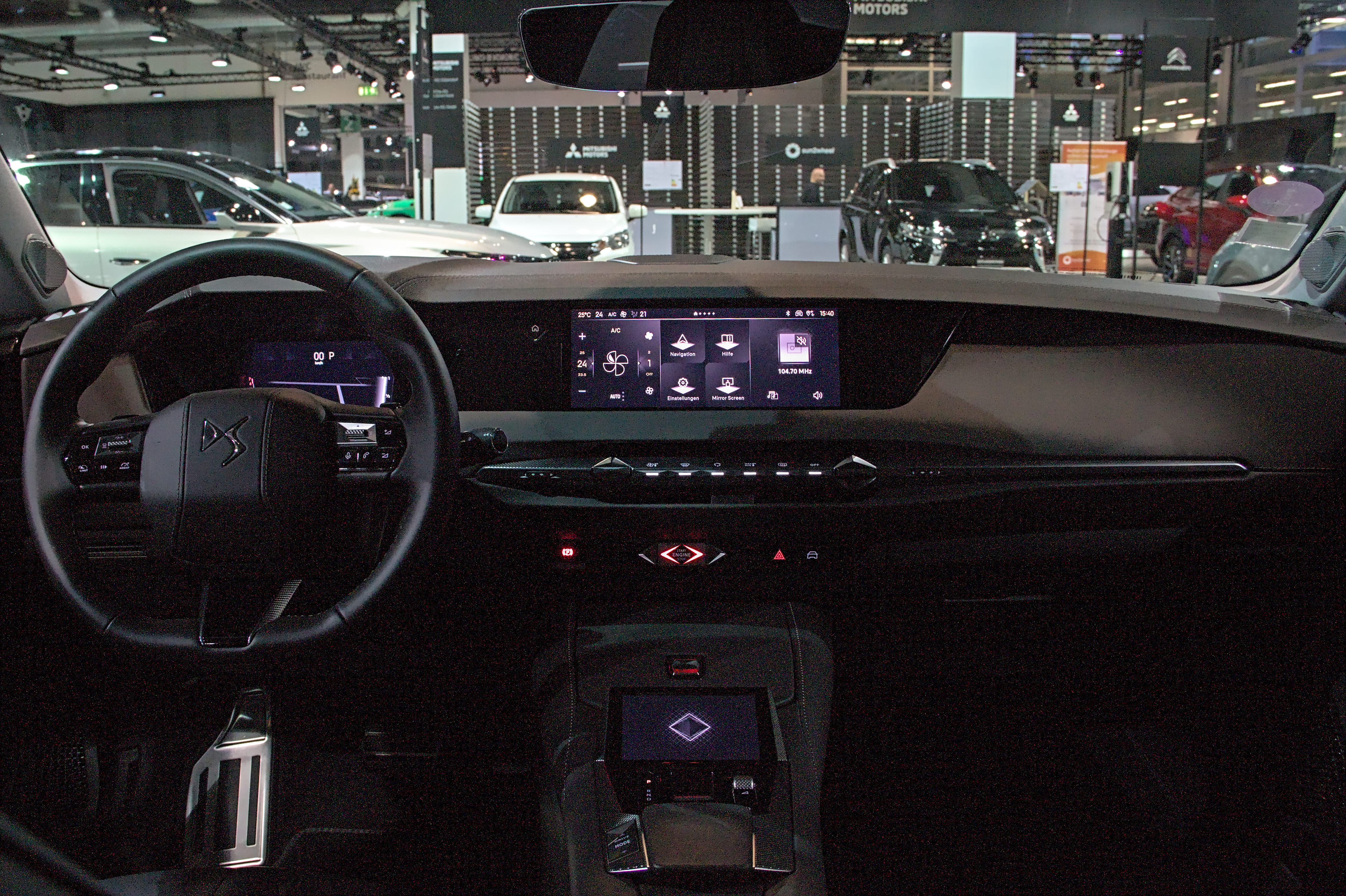
Intérieur

La DS 4 repose sur la plateforme technique EMP2 (pour Efficient Modular Platform 2) provenant entre autres de la Peugeot 308 II.
Cette compacte est équipée de la signature lumineuse DS Matrix Led Vision.

### Motorisations
| Logo de DS Automobiles     | DS 4                            | DS 4                            | DS 4                            | DS 4                            | DS 4                                                            |
| Logo de DS Automobiles     | 1.5 BlueHDi                     | 1.2 PureTech                    | 1.6 PureTech                    | 1.6 PureTech                    | 1.6 PureTech Hybrid                                             |
| Moteur                     | 4-cylindres                     | 3-cylindres                     | 4-cylindres                     | 4-cylindres                     | 4-cylindres                                                     |
| Cylindrée (cm3)            | 1499                            | 1199                            | 1598                            | 1598                            | 1598                                                            |
| Puissance maximale ch (kW) | 130 (96)                        | 130 (96)                        | 180 (132)                       | 225 (165)                       | Thermique : 180 (132) Électrique : 110 (81) Cumulée : 225 (165) |
| au régime de (tr/min)      | 3750                            | 5500                            | 6000                            | 5500                            | 6000                                                            |
| Couple maximal (N m)       | 300                             | 230                             | 250                             | 300                             | Thermique : 250 Électrique : 320 Cumulée : 360                  |
| au régime de (tr/min)      | 1750                            | 1750                            | 1750                            | 1900                            |                                                                 |
| Boîte de vitesses          | Automatique à 8 rapports (EAT8) | Automatique à 8 rapports (EAT8) | Automatique à 8 rapports (EAT8) | Automatique à 8 rapports (EAT8) | Automatique à 8 rapports (e-EAT8)                               |
| Transmission               | Traction                        | Traction                        | Traction                        | Traction                        | Traction                                                        |
| Vitesse maximale (km/h)    | 203                             | 210                             | 230                             | 235                             | 233                                                             |
| 0-100 km/h (s)             | 10,9                            | 11,6                            | 8,0                             | 7,9                             | 7,7                                                             |
| Consommation (L/100 km)    | 4.8                             | 5.9                             | 6.5                             | 6.6                             | 1.3                                                             |
| Émissions de CO2 (g/km)    | 100                             | 116                             | 123                             | 123                             | 32                                                              |
| Masse à vide (kg)          | 1414                            | 1353                            | 1420                            | 1419                            | 1653                                                            |
| Capacité du réservoir (L)  | 52                              | 52                              | 52                              | 52                              | 40                                                              |
| Norme environnementale     | Euro 6-d                        | Euro 6-d                        | Euro 6-d                        | Euro 6-d                        | Euro 6-d                                                        |

La DS 4 reçoit une version hybride rechargeable dotée d'un moteur hybride rechargeable de 225 ch et une batterie d'une capacité de 12,4 kW procurant 50 km d'autonomie. En octobre 2022, le constructeur annonce que l'autonomie a été étendue à 62 km,. Le même mois, les motorisations 1.6 puretech 180 ch et 225 ch quittent la gamme.

## Finitions
DS 4
- Bastille
- Bastille + (jusqu'en octobre 2022)[10],[11]
- Trocadéro
- Rivoli
- Opéra (à partir d'octobre 2022)[10],[11]

DS 4 Performance Line
- Performance Line
- Performance Line +

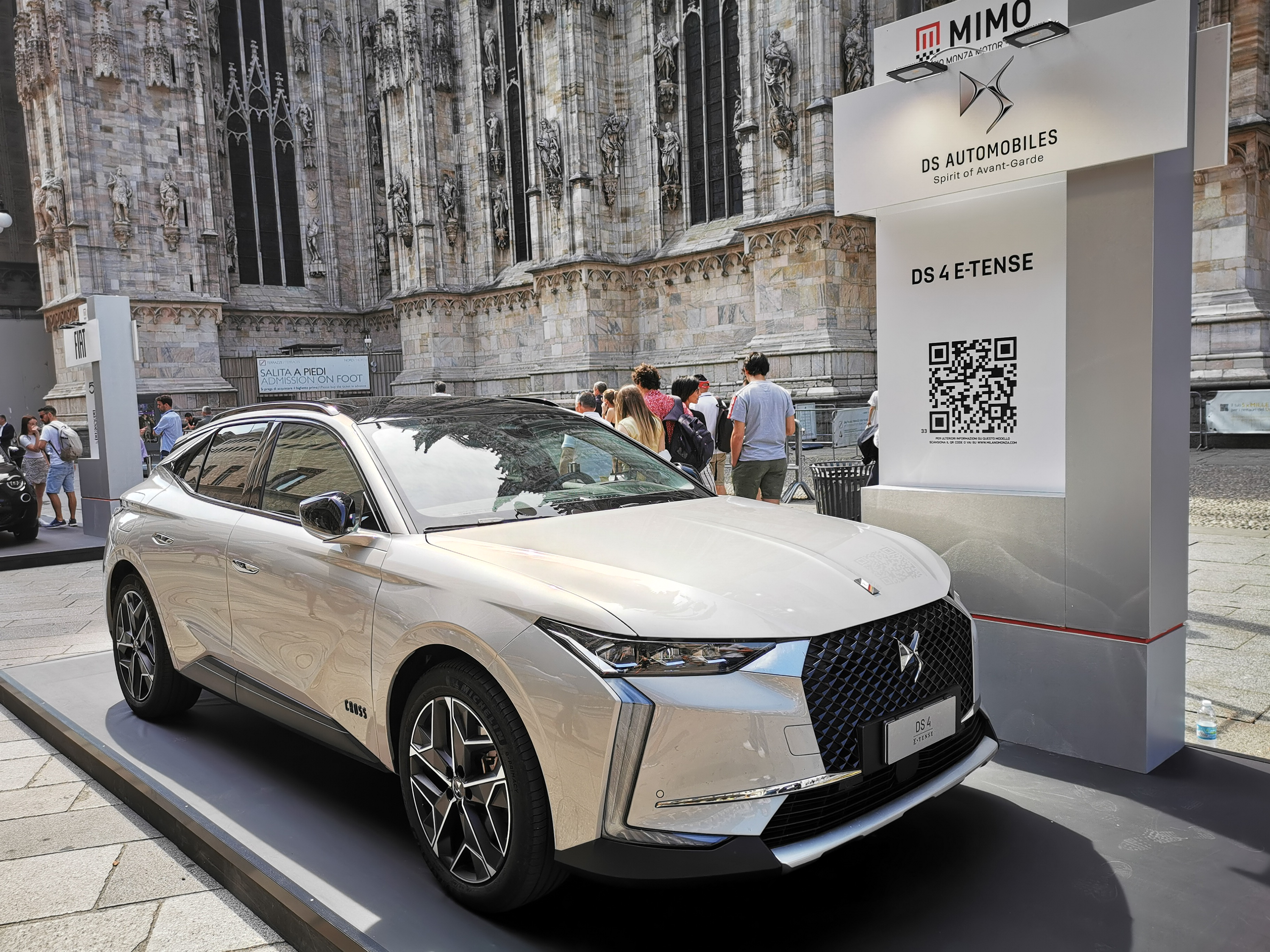
DS 4 Cross
- Cross Trocadéro
- Cross Rivoli

La version hybride rechargeable E-Tense est compatible avec toutes ces finitions, à l'exception de la DS 4 Bastille.
À partir de 2024
- Pallas
- Étoile

### Séries Spéciales
- La Première[14]
- Esprit de voyage (2023)[15]
- Antoine de Saint Exupéry (2024)[16]

## Concept car

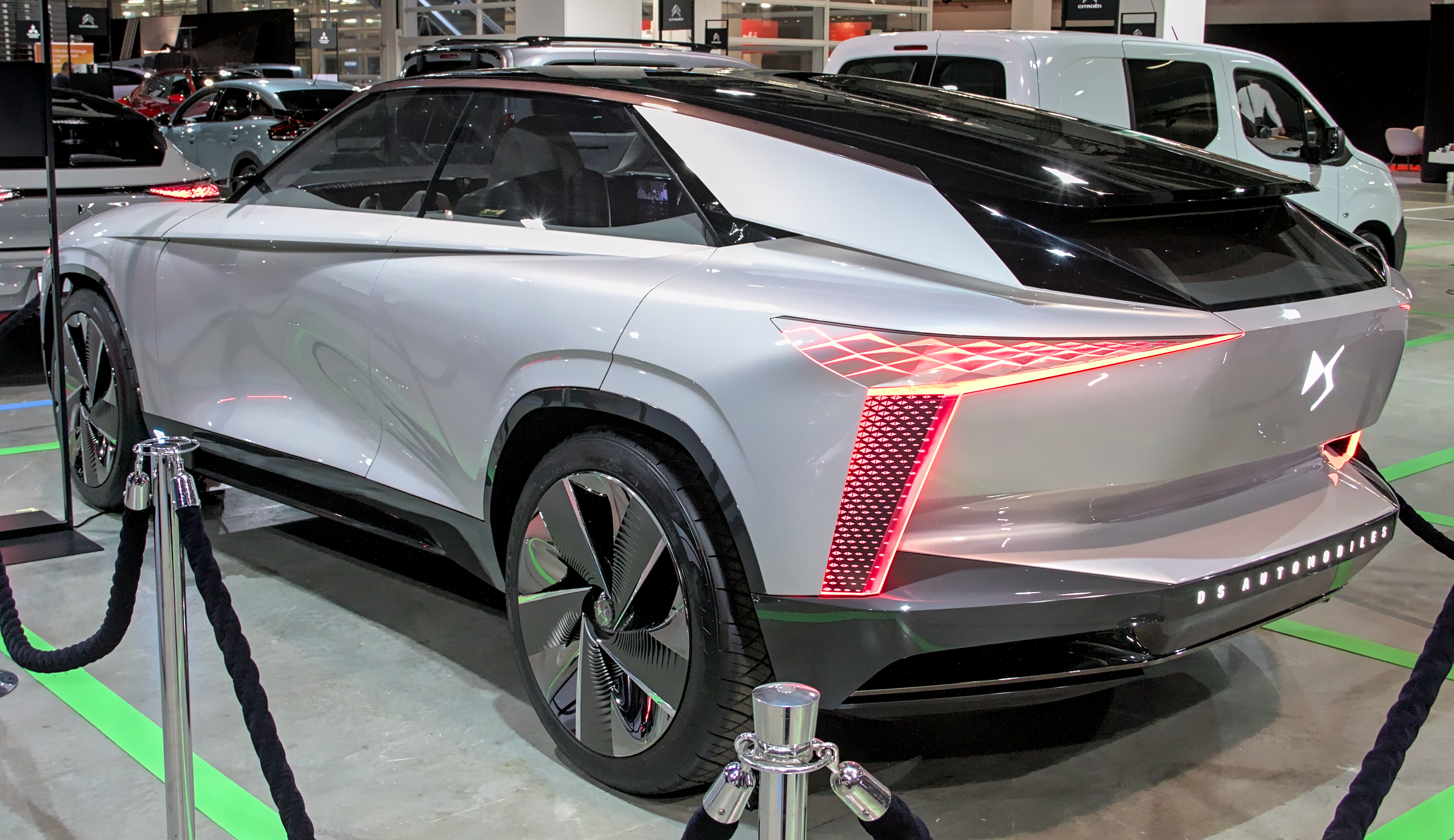
Vue arrière

La DS 4 est préfigurée par le concept car DS Aero Sport Lounge dévoilé en février 2020.